# Kose (Põltsamaa)
Kose is een plaats in de Estlandse gemeente Põltsamaa, provincie Jõgevamaa. De plaats heeft de status van dorp (Estisch: küla) en telt 21 inwoners (2021).
Tot in oktober 2017 lag Kose in de gemeente Pajusi. In die maand werd deze gemeente bij de gemeente Põltsamaa gevoegd.

## Geschiedenis
Kose werd voor het eerst genoemd in 1583 onder de naam Koskula, een nederzetting op het landgoed van Kurista.
In 1977 werden de dorpen Kose en Uduküla bij het buurdorp Vägari gevoegd. In 1997 werd Kose weer een zelfstandig dorp. Daarbij bleef Uduküla bij Kose.